# Ljudje
Ljudje (stsl. ljudьje) je naziv za slovo glagoljice i stare ćirilice. 
Koristilo se za zapis glasa /l/, te u glagoljici i ćirilici kao broj 50. Slovo je vjerojatno izvedeno iz grčkog Λ (lambda).
Standard Unicode i HTML ovako predstavljaju slovo ljudje u glagoljici:
|                     | Unikod | Unikod                            | HTML     | HTML | izgled ovisi o pregledniku | poveznice (engl.)                |
| k. točka            | naziv  | kod                               | entitet  |      | izgled ovisi o pregledniku | poveznice (engl.)                |
| ------------------- | ------ | --------------------------------- | -------- | ---- | -------------------------- | -------------------------------- |
| veliko slovo ljudje | U+2C0E | GLAGOLITIC CAPITAL LETTER LJUDIJE | &#x2C0E; | nema | Ⰾ                          | detaljni podaci test preglednika |
| malo slovo ljudje   | U+2C3E | GLAGOLITIC SMALL LETTER LJUDIJE   | &#x2C3E; | nema | ⰾ                          | detaljni podaci test preglednika |

## Napomene
1. ↑  Nazivi glagoljskih slova izvorno su na staroslavenskome, koji ima neke glasove kojih u hrvatskome nema. Prilagodba originalnih naziva na hrvatski nije jednoznačna. Nazivi ovdje su prema tablici u Hrvatskoj općoj enciklopediji, svezak 4, »Glagoljica«, s tim da se nazalni glasovi ę i ǫ, koji se u enciklopediji bilježe kao en i on, zamjenjuju s e i u, što su najčešći odrazi tih glasova u hrvatskom (stsl. imę, rǫka prema hrv. ime, ruka). To donekle odstupa od uvriježenih naziva u dijelu literature.

## Vanjske poveznice
- Definicija glagoljice u standardu Unicode (PDF) (eng.)
- Stranica R. M. Cleminsona, s koje se može instalirati font Dilyana koji sadrži glagoljicu po standardu Unicode  Arhivirana inačica izvorne stranice od 29. listopada 2005. (Wayback Machine) (eng.)